# FMオホーツク
株式会社FMオホーツク（エフエムオホーツク）は、北海道北見市の一部地域を放送対象地域として超短波放送（FM放送）をしていた特定地上基幹放送事業者である。
FMオホーツクまたはFMOKの愛称でコミュニティ放送をしていた。

## 概要
2008年（平成20年）開局。
網走支庁（当時）管内初のコミュニティ放送局である。
北見市で不動産会社フヂサワを営む藤澤利光は、関連会社としてフリーペーパー『経済の伝書鳩』を発行する伝書鳩も経営していたが、大雪になると交通ばかりか情報もストップするため、災害時に役立つメディアとしてコミュニティ放送を構想、免許人とすべく株式会社を設立して代表取締役社長に就任した。
出資者は藤澤利光のみなので出資比率は100％、この比率からマスメディア集中排除原則にいう支配関係にあった。
本社・演奏所（スタジオ）・送信所は、北見市幸町のフヂサワビル（フヂサワの自社ビル）にあり、放送局（現・特定地上基幹放送局）の呼出符号はJOZZ1AY-FM、呼出名称はエフエムオホーツクきたみ、周波数82.7MHz、空中線電力20Wで放送区域は北見市の一部地域。
- サービスエリアは、常呂など一部を除く北見市[4]と称していた。

主に平日の8:00 - 18:00の時間帯に生放送、土・日は再放送により24時間放送をしていた。
北見市とは「災害時における非常放送に関する協定書」を締結していた。
2022年（令和4年）1月に藤澤は逝去。社内で唯一の無線従事者であったため、放送継続が困難となり2月に放送業務を休止、8月に北海道総合通信局に廃止届を提出して受理された。

## 沿革
- 2007年（平成19年）
  - 2月22日 - 株式会社FMオホーツク設立[4]
  - 6月5日 - 北海道総合通信局が放送局の免許申請を受理[10]
- 2008年（平成20年）
  - 3月19日 - 放送局の予備免許取得[11]
  - 5月26日 - 放送局の免許取得[3][12]
  - 6月1日 - 開局[4][12]
  - 6月11日 - 北見市と「災害時における非常放送に関する協定書」を締結[5]
  - 9月11日 - 日本コミュニティ放送協会に加盟[13]
- 2022年（令和4年）
  - 1月27日 - 代表取締役社長の藤澤利光が逝去[6]
  - 2月11日 - 午後6時に放送を終了[7]
  - 8月9日 - 北海道総合通信局が特定地上基幹放送局の廃止届を受理[8][9]
  - 10月18日 - 釧路地方裁判所北見支部がフヂサワに破産手続開始の決定[14]
- 2024年（令和6年）
  - 12月18日 - フヂサワの破産手続廃止[15]
- 2025年（令和7年）
  - 1月24日 - 清算結了によりフヂサワの登記閉鎖[16]、法人格消滅

## 主な番組
- おはようサプリメント（月曜 - 金曜、8:00 - 10:00）
- 情報Information（火曜、金曜、11:00 - 11:30・12:00 - 13:00）
- ほっとタイムKitami（月曜、水曜、木曜、12:00 - 14:00）
- Afternoon Cafe（火曜、金曜、13:00 - 14:00・14:30 - 15:00
- 新聞拾い読み（月曜 - 金曜、16:00 - 16:30） - 社長がパーソナリティを務めていた。
- おほーつくGarden（月曜 - 金曜、16:30 - 18:00）

その他、北見市の市政情報番組があった。